# Județul Iași (interbelic)
Județul Iași a fost o unitate administrativă de ordinul întâi din Regatul României, aflată în regiunea istorică Moldova. Reședința județului era municipiul Iași.

## Întindere

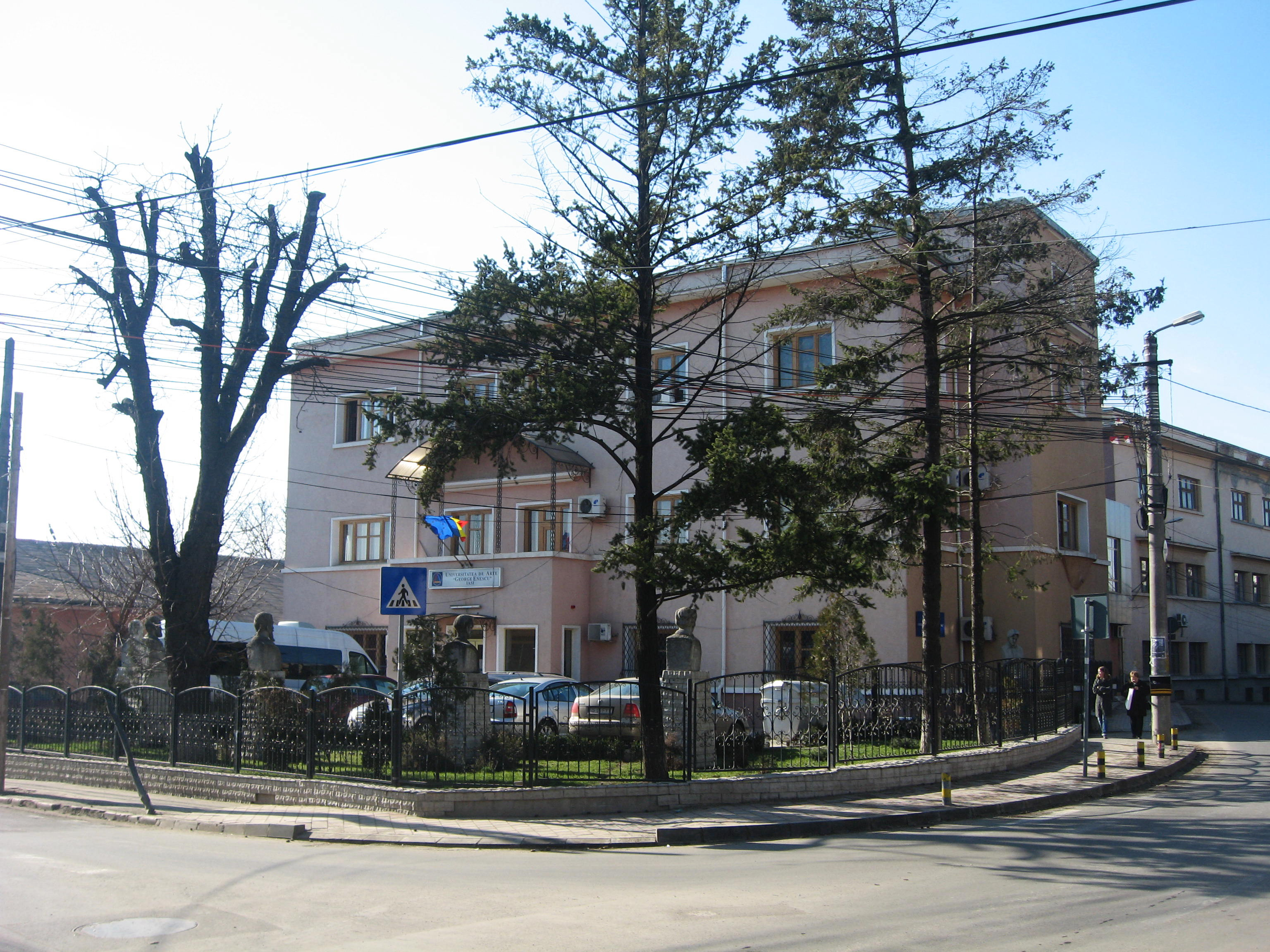
Clădirea Prefecturii județului Iași din perioada interbelică. Clădirea-monument istoric, cunoscută sub numele Casa Carp, a fost construită la sfârșitul secolului al XIX-lea. În prezent este situată pe Str. Horia nr. 7-9 și găzduiește sediul Universității de Arte „George Enescu” din Iași.

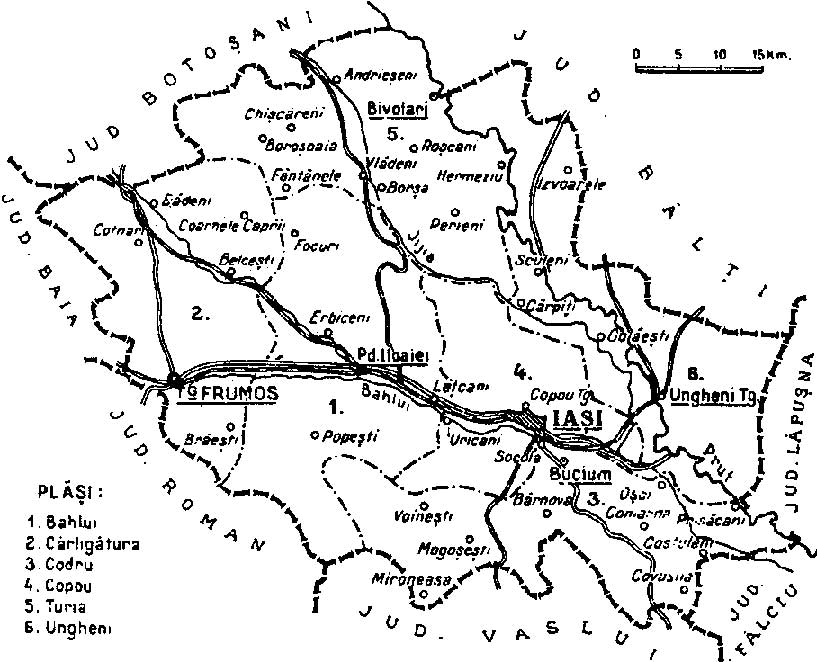
Harta județului, cu dispunerea și denumirea plășilor, în anul 1938.

Județul se afla în partea nord-estică a României Mari, în nord-estul regiunii Moldova. Astăzi marea parte a teritoriului fostului județ face parte din actualul județ Iași. În partea de est, județul cuprindea o parte din malul stâng al râului Prut, în prezent teritoriu aflat în Republica Moldova. Se învecina la nord cu județele Botoșani și Bălți, la est cu județul Lăpușna, la sud cu județele Fălciu și Vaslui, iar la vest cu județele Roman și Baia.

## Organizare
În anul 1938, județul era organizat în șase plăși:
1. Plasa Bahlui, reședința la Podu Iloaiei;
2. Plasa Cârligătura, reședința la Târgu Frumos;
3. Plasa Codru, reședința la Buciumii (pe atunci comună, actualmente cartierul Bucium din municipiul Iași);[3]
4. Plasa Copou, reședința la Iași;
5. Plasa Turia, reședința la Șipotele și
6. Plasa Ungheni, reședința la Ungheni-Târg, actualmente orașul Ungheni din Republica Moldova.

Județul Iași cuprindea două localități urbane: municipiul Iași (reședința județului) și comuna urbană Târgu Frumos, situată la limita de vest a județului.

## Populație
Conform datelor recensământului din 1930, populația județului era de 275.796 de locuitori, dintre care 81,6% români, 14,6% evrei, 0,6% ruși, 0,5% maghiari, 0,4% germani ș.a. Din punct de vedere confesional, populația era alcătuită din 82,0% ortodocși, 14,9% mozaici, 2,3% romano-catolici ș.a.

### Mediu urban
În 1930 populația urbană a județului era de 107.804 locuitori, dintre care 60,8% români, 33,6% evrei, 0,9% germani, 0,9% ruși ș.a. Ca limbă maternă la oraș predomina limba română (72,5%), urmată de limba idiș (22,2%), rusă (1,8%), germană (0,9%) ș.a. Din punct de vedere confesional, orășenimea era alcătuită în majoritate din ortodocși (61,4%), urmați de mozaici (34,4%), romano-catolici (3,0%) ș.a. Populația municipiul Iași era de 102.872 locuitori, iar cea a orașului Târgu Frumos de 4.932 locuitori.

## Materiale documentare

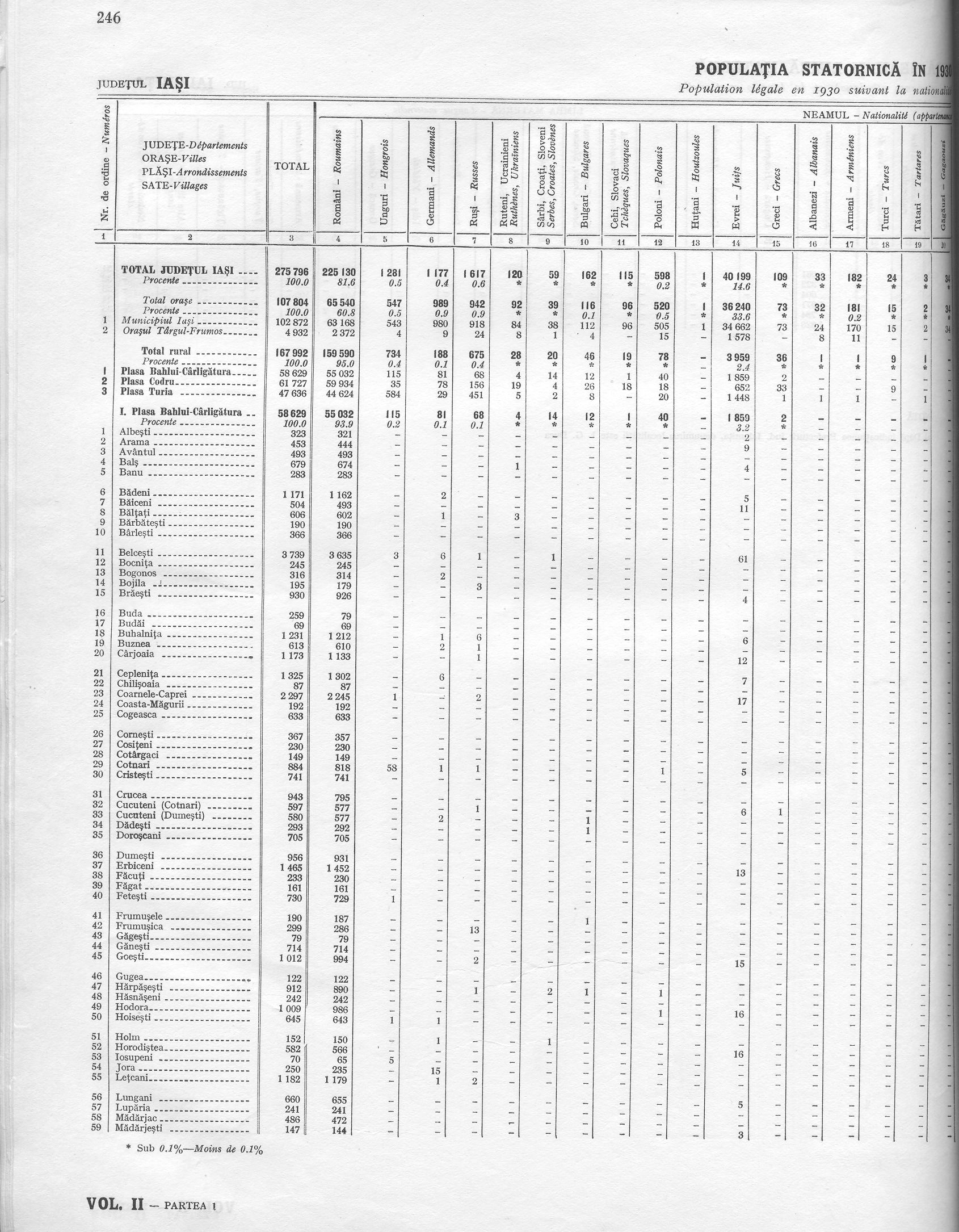
Populația județului în anul 1930, după etnie și limbă maternă
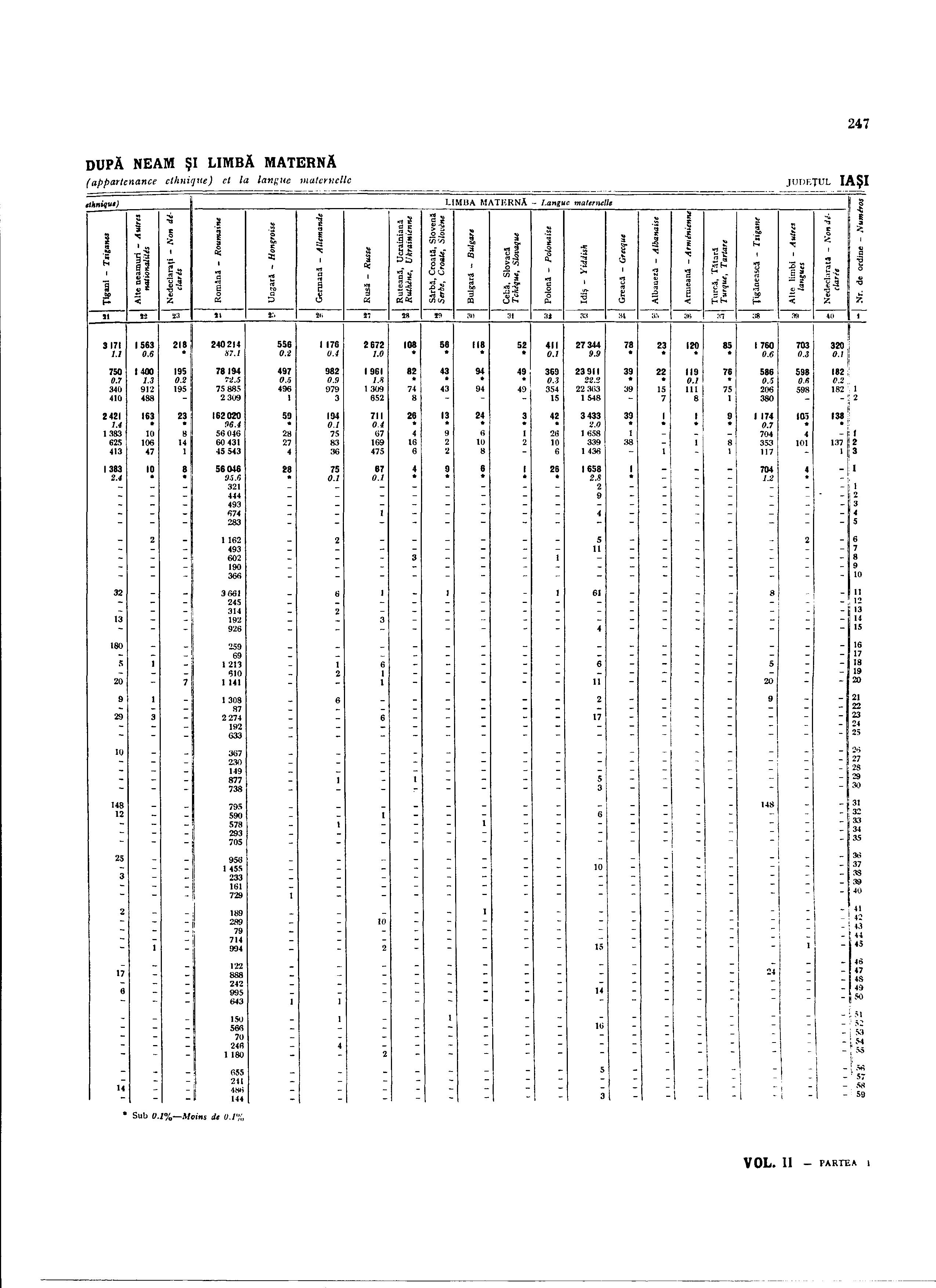
Populația județului în anul 1930, după etnie și limbă maternă